# Paratelecrinus wyvilli
Paratelecrinus wyvilli is een haarster uit de familie Antedonidae.
De wetenschappelijke naam van de soort werd in 1882 gepubliceerd door Philip Herbert Carpenter.